# せんだい・宮城フィルムコミッション
せんだい・宮城フィルムコミッション（せんだい・みやぎフィルム・コミッション）は、宮城県仙台市に存在するフィルム・コミッションである。

## 協力したロケ（一部）

### 映画
- 半落ち
- 千の風になって
- 自虐の詩
- 実録・連合赤軍 あさま山荘への道程
- スキヤキ・ウエスタン ジャンゴ
- 東京タワー 〜オカンとボクと、時々、オトン〜 (映画)
- アヒルと鴨のコインロッカー
- フラガール
- 重力ピエロ
- パンドラの匣
- カラスコライダー
- 春との旅
- ゴールデンスランバー
- 育子からの手紙
- スープ・オペラ
- 相棒　劇場版Ⅱ
- アサシン （2010年の日本映画）
- 俺物語!!

### テレビ

#### テレビドラマ
- 天花 　NHK連続テレビ小説
- 華麗なる一族(2007年）　TBS日曜劇場
- お米のなみだ 　NHK仙台放送局80周年記念ドラマ
- 税務調査官 窓際太郎の事件簿　TBS月曜ゴールデン

#### 情報・バラエティ
- いい旅・夢気分（テレビ東京）
- ペット大集合!ポチたま （BSジャパン・テレビ東京）/スーパーテレビジョン
- 天才!志村どうぶつ園（日本テレビ）